# グザントン＝シャスノン
グザントン＝シャスノン （Xanton-Chassenon）は、フランス、ペイ・ド・ラ・ロワール地域圏、ヴァンデ県のコミューン。

## 歴史
1820年、グザントンとシャスノンが合併してコミューンとなった。

### グザントン
1790年、グザントンがコミューンとなる。

### シャスノン
フランス革命以前、サン・マルタン教区にはシャスノン領の本拠地が置かれていた。
1750年代、モルレーの仲買人パトリス・マルク・ワルシュ（アイルランド生まれでサン＝マロの私掠海賊であったフィリップ・ウォルシュの子）がこの地を買収した。パトリスの兄アントワーヌは、18世紀半ばのナントで有数の奴隷所有者の1人であった。
1790年、サン＝マルタン＝ド＝シャスノンの名でコミューンとなった。

## 人口統計
| 1962年 | 1968年 | 1975年 | 1982年 | 1990年 | 1999年 | 2008年 | 2013年 |
| ------ | ------ | ------ | ------ | ------ | ------ | ------ | ------ |
| 565    | 561    | 540    | 646    | 691    | 651    | 701    | 726    |

参照元:1962年から1999年まで人口の2倍カウントなし。1999年までEHESS/Cassini、2004年以降INSEE